# Sharon Shepherd
Sharon Shepherd (* 1. Juni 1938) ist eine ehemalige US-amerikanische Kugelstoßerin und Diskuswerferin.
Bei den Panamerikanischen Spielen gewann sie 1959 in Chicago Silber im Kugelstoßen und 1963 in São Paulo jeweils Bronze im Kugelstoßen und im Diskuswurf.
1963 wurde sie US-Meisterin im Kugelstoßen und im Diskuswurf, und 1960, 1962 sowie 1964 US-Hallenmeisterin im Kugelstoßen.

## Persönliche Bestleistungen
- Kugelstoßen: 14,72 m, 6. Juli 1963, Dayton
- Diskuswurf: 45,87 m, 24. August 1968, Walnut